# Interleucina 5
La Interleucina 5 o IL-5 es una interleucina producida por los Linfocitos T Helper-2 y los mastocitos. Sus funciones son estimular el crecimiento de las células B y aumentar la secreción de inmunoglobulinas. Actúa también como mediador en la activación de los eosinófilos. A diferencia de otras citoquinas, esta glicoproteína es un homodimero.  El gen de la IL-5 está localizado en el cromosoma 11 próximo a los genes que codifican la IL-3, la IL-4 y el factor estimulante de crecimiento de colonias granulocítico-macrófago (GM-CSF) que son frecuentemente co-expresados en las célula TH2.